# Genlik (Zangilan)
Genlik est un village de la région de Zangilan en Azerbaïdjan.

## Histoire
En 1993-2020, Genlik était sous le contrôle des forces armées arméniennes. Le 22 octobre 2020, le village de Genlik a été restitué sous le contrôle de l'Azerbaïdjan.

## Étymologie
Genlik signifie "grand espace".